# Église Saint-Pierre de Pont-Saint-Esprit
Pour les articles homonymes, voir Église Saint-Pierre.
L'église Saint-Pierre est une église catholique située à Pont-Saint-Esprit, en France.

## Localisation
L'église est située dans le département français du Gard, sur la commune de Pont-Saint-Esprit.

## Historique
Un prieuré clunisien a été fondé en 948. C'est la septième fondation clunisienne, grâce à la donation de Géraud d'Uzès.
Vers 1180 les bâtiments font l'objet d'une importante reconstruction. Il en reste des vestiges, dont la façade occidentale, directement inspirée du Temple de Diane de Nîmes. Inondations et incendies imposent d'importants travaux entre 1302 et 1308, dont la reprise de l'abside, qui devient un large chevet à l'architecture et au décor résolument gothiques. Une trentaine de moines y vivent alors.
L'église actuelle a été reconstruite entre 1779 et 1784 par Jean-Pierre Franque (1718-1810) à partir des plans d'un architecte parisien nommé Hélin. Le voûte a été construite suivant les habitudes des Franque. Le nouvel édifice s'appuie sur les constructions médiévales dont il reste quelques vestiges.

## Protection
L'édifice est classé au titre des monuments historiques en 1988.